# Abu Hudhayfa ibn 'Utba
Abū Ḥudhayfa ibn ʿUtba (in arabo أبو حذيفة بن عتبة‎?; La Mecca, ... – Yamama, 633) è stato un Sahaba.
Il suo nome completo era Abū Ḥudhayfa ibn ʿUtba ibn Rabīʿa b. ʿAbd Shams b. ʿAbd Manāf ed era figlio di Utba ibn Rabi'a, uno degli esponenti principali del clan dei Banu 'Abd Shams dei Quraysh di Mecca. Era fratello di al-Walīd b. ʿUtba e di Hind bt. ʿUtba, la moglie di Abu Sufyan.
Sposò Sahla bint Suhayl - figlia di Suhayl b. ʿAmr - e adottò un bambino di nome Salīm, mawlā quindi di Abū Hudhayfa.
Abū Ḥudhayfa combatté nella battaglia di Badr, in cui suo padre, suo fratello e suo zio furono uccisi in tre sfide "a singolar tenzone" prima che il combattimento avesse luogo.
Abū Ḥudhayfa fu ucciso a sua volta nella, insieme a Salīm, nella battaglia della Yamama, nel corso delle guerre della ridda, nel 633 (11 del calendario islamico) ed entrambi vennero inumati insieme.